# Fuerte McHenry
El Fuerte McHenry (en inglés: Fort McHenry) es un histórico bastión pentagonal costero de la costa estadounidense ubicado en el barrio Locust Point de Baltimore, Maryland. Es mejor conocido por su papel en la Guerra de 1812, cuando defendió con éxito el puerto de Baltimore de un ataque de la marina británica desde la bahía de Chesapeake el 13 y 14 de septiembre de 1814. Fue construido por primera vez en 1798 y fue utilizado continuamente por las Fuerzas armadas de Estados Unidos a través de la Primera Guerra Mundial y por la Guardia Costera en la Segunda Guerra Mundial. Fue designado un parque nacional en 1925, y en 1939 fue redesignado como "Monumento Nacional y Santuario Histórico".
Durante la Guerra de 1812, una bandera de tormenta (17 por 25 pies (5,2 m × 7,6 m) sobrevoló Fort McHenry durante el bombardeo. Fue reemplazado temprano en la mañana del 14 de septiembre de 1814 con una bandera de guarnición más grande (30 por 42 pies (9.1 m × 12.8 m)). La bandera más grande señaló la victoria estadounidense sobre los británicos en la Batalla de Baltimore. La vista de la insignia inspiró a Francis Scott Key a escribir el poema "Defensa del Fuerte M'Henry" que más tarde se puso a la melodía "A Anacreonte en el cielo" y se hizo conocido como la "Bandera de estrellas", el himno nacional del Estados Unidos.

## Historia

### Siglo XVIII
El Fuerte McHenry fue construido en el sitio del antiguo Fuerte Whetstone, que defendió Baltimore desde 1776 hasta 1797. Fort Whetstone estaba en la península de Whetstone Point (zona residencial e industrial actual de Locust Point), que se adentra en la apertura del puerto de Baltimore entre el Basin (puerto interior de hoy) y sucursal del noroeste en el lado norte y las ramas del medio y el transbordador (ahora sur) del río Patapsco en el lado sur.
El francés Jean Foncin diseñó el fuerte en 1798, y fue construido entre 1798 y 1800. El propósito del nuevo fuerte era mejorar las defensas del cada vez más importante Puerto de Baltimore de futuros ataques enemigos.
El nuevo fuerte era un pentágono dividido en bastiones, rodeado por un foso seco: una trinchera ancha y profunda. El foso serviría como un refugio desde el cual la infantería podría defender el fuerte de un ataque terrestre. En caso de tal ataque en esta primera línea de defensa, cada punto o bastión podría proporcionar un fuego cruzado de fuego de cañones y armas pequeñas.
El Fuerte McHenry recibió su nombre del primer estadista estadounidense James McHenry (16 de noviembre de 1753 - 3 de mayo de 1816), un inmigrante escocés-irlandés y cirujano soldado. Fue delegado en el Congreso Continental de Maryland y firmante de la Constitución de los Estados Unidos. Posteriormente, fue nombrado Secretario de Guerra de los Estados Unidos (1796-1800), sirviendo bajo los presidentes George Washington y John Adams.

### Siglo XIX

#### La Guerra de 1812

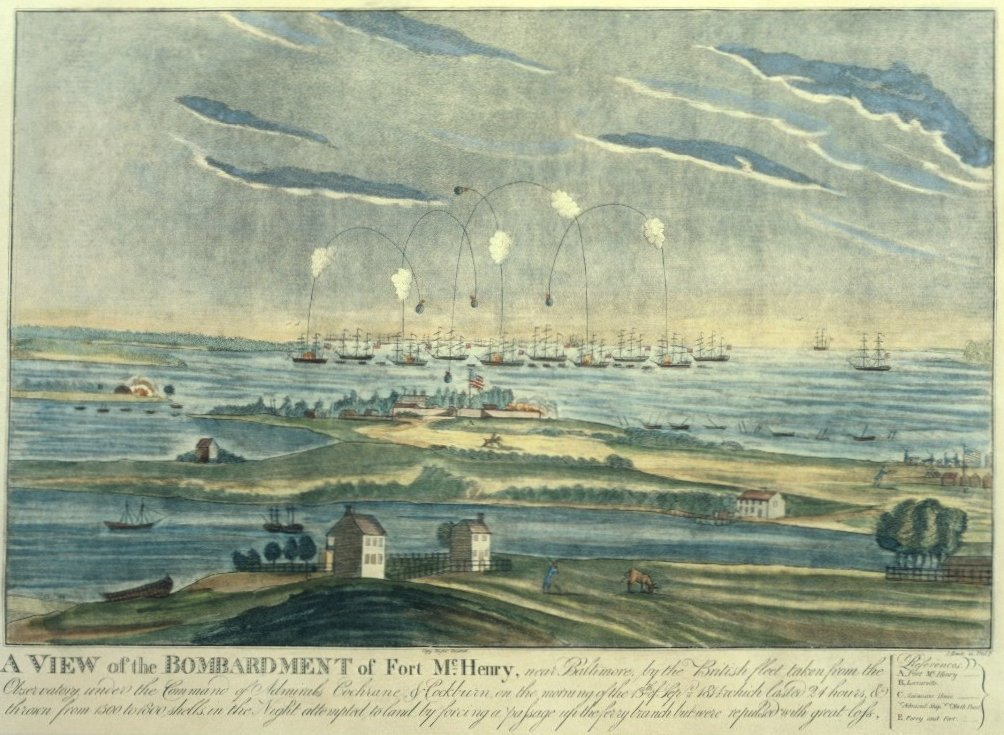
Bombardeo del Fuerte McHenry

Comenzando a las 6:00 a.m. del 13 de septiembre de 1814, los buques de guerra británicos bajo el mando del vicealmirante Alexander Cochrane bombardearon continuamente Fort McHenry durante 25 horas. Los defensores estadounidenses tenían cañones de 18, 24 y 32 libras (8, 11 y 16 kg). Las armas británicas tenían un alcance de 2 millas (3 km), y los cohetes británicos tenían un alcance de 1,75 millas (2,8 km), pero ni las armas ni los cohetes eran precisos. Los barcos británicos no pudieron pasar Fort McHenry y penetrar en el puerto de Baltimore debido a sus defensas, incluida una cadena de 22 barcos hundidos, y los cañones estadounidenses. Los barcos británicos solo podían disparar sus cohetes y morteros al fuerte al alcance máximo de las armas. La poca precisión de ambos bandos causó muy poco daño a ambos bandos antes de que los británicos, después de haber agotado sus municiones, cesaron su ataque en la mañana del 14 de septiembre. Por lo tanto, la parte naval de la invasión británica de Baltimore había sido rechazada. Solo un barco de guerra británico, un barco bomba, recibió un impacto directo del fuego de retorno del fuerte, que hirió a un miembro de la tripulación.[cita requerida]
Los estadounidenses, bajo el mando del comandante George Armistead, sufrieron cuatro bajas, entre ellos un soldado afroamericano, el soldado William Williams, y una mujer que fue cortada a la mitad por una bomba mientras llevaba provisiones a las tropas, y 24 heridos. En un momento durante el bombardeo, una bomba se estrelló contra polvorín del fuerte. Afortunadamente para los estadounidenses, o la lluvia apagó la mecha o la bomba fue un fracaso.

#### La bandera de estrellas

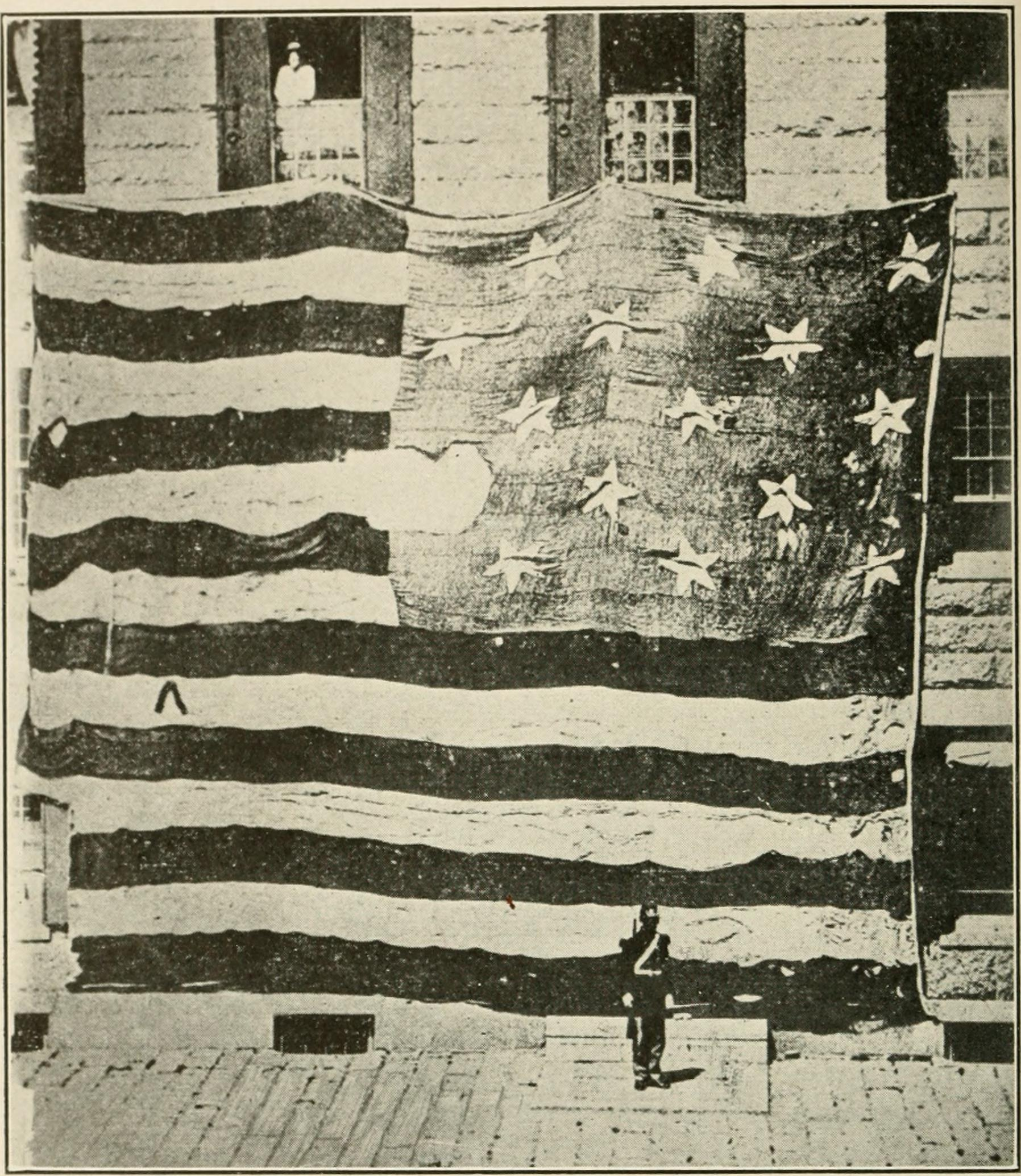
Bandera que sobrevoló el Fuerte McHenry durante su bombardeo en 1814, que fue presenciado por Francis Scott Key. La familia de George Armistead, el comandante del fuerte, mantuvo la bandera hasta que la donaron al Smithsoniano en 1912.

Francis Scott Key, un abogado de Washington que había venido a Baltimore para negociar la liberación del Dr. William Beanes, un prisionero de guerra civil, fue testigo del bombardeo de un barco de tregua cercano. Una bandera estadounidense de gran tamaño había sido cosida por Mary Pickersgill por $ 405.90 en anticipación del ataque británico contra el fuerte. Cuando Key vio la bandera emerger intacta en la madrugada del 14 de septiembre, estaba tan conmovido que comenzó esa mañana a componer el poema "Defensa del Fuerte M'Henry" que más tarde se puso a la melodía "A Anacreon en el cielo", que más tarde pasará a llamarse "The Star-Spangled Banner" y se convertiría en el himno nacional de los Estados Unidos.

#### Guerra civil
Durante la Guerra Civil Estadounidense, el área donde se encuentra el Fuerte McHenry sirvió como prisión militar, confinando a ambos soldados confederados, así como a un gran número de figuras políticas de Maryland que se sospechaba que eran simpatizantes de la Confederación. Entre los encarcelados se encontraban el recientemente elegido alcalde de Baltimore, George William Brown, el consejo municipal y el nuevo comisionado de policía, George P. Kane, y miembros de la Asamblea General de Maryland, junto con varios editores y propietarios de periódicos. El nieto de Francis Scott Key, Francis Key Howard, fue uno de estos detenidos políticos. Un drama que comenzó el famoso caso de la Corte Suprema que involucraba el arresto nocturno en el condado de Baltimore y el encarcelamiento aquí de John Merryman y la defensa de su demanda de un recurso de hábeas corpus para la liberación del presidente del tribunal Roger B. Taney ocurrió en las puertas Los mariscales y el comandante de las tropas de la Unión que ocupan el Fuerte bajo las órdenes del presidente Abraham Lincoln en 1861. El Fuerte McHenry también sirvió para entrenar artillería en este momento; este servicio es el origen de los cañones Rodman actualmente ubicadas y exhibidas en el fuerte.

### Siglo XX

#### Primera Guerra Mundial
Durante la Primera Guerra Mundial, se construyeron cientos de edificios adicionales en las tierras que rodean el fuerte para convertir toda la instalación en un enorme hospital del Ejército de los EE.UU. Para el tratamiento de las tropas que regresan del conflicto europeo. Solo unos pocos de estos edificios permanecen, mientras que el fuerte original se ha conservado y restaurado esencialmente a su condición durante la Guerra de 1812.

#### Segunda Guerra Mundial
Durante la Segunda Guerra Mundial, Fort McHenry sirvió como base de la Guardia Costera.

#### Monumento nacional

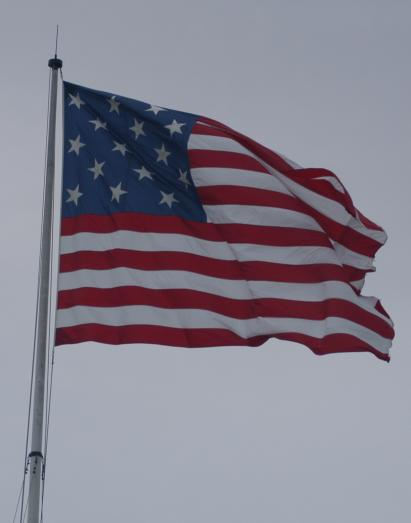
Una réplica de la bandera de EE. UU. De 15 estrellas/15 franjas que actualmente ondea en el Fuerte McHenry

El fuerte fue declarado un parque nacional en 1925; el 11 de agosto de 1939, fue redesignado como "Monumento Nacional y Santuario Histórico", el único lugar doblemente designado en los Estados Unidos. Fue colocado en el Registro Nacional de Lugares Históricos el 15 de octubre de 1966. Se ha convertido en tradición nacional que cuando se diseña una nueva bandera, primero ondea en el Fuerte McHenry. Las primeras banderas americanas oficiales de 49 y 50 estrellas ondearon sobre el fuerte y todavía están ubicadas en las instalaciones.

### En la actualidad
El fuerte se ha convertido en un centro de recreación para los habitantes de Baltimore, así como un importante destino turístico. Miles de visitantes vienen cada año a ver el "Lugar de nacimiento de la bandera de estrellas". Es fácilmente accesible en lancha acuática desde el popular puerto interior de Baltimore. Sin embargo, para evitar el abuso de los estacionamientos en el Fuerte, el Servicio de Parques Nacionales no permite a los pasajeros tomar la lancha acuática de vuelta al Puerto Interior a menos que lo hayan utilizado previamente para llegar al monumento.
Cada septiembre, la ciudad de Baltimore conmemora el Día de los Defensores en honor a la Batalla de Baltimore. Es la celebración más grande del año en el Fuerte, acompañada de un fin de semana de programas, eventos y fuegos artificiales.[cita requerida]
En 2005, la unidad voluntaria de historia viva, la Guardia del Fuerte MacHenry, recibió el premio George B. Hartzog por servir al Servicio de Parques Nacionales como la mejor unidad de voluntarios. Entre los miembros de la unidad se encuentra Martin O'Malley, exalcalde de Baltimore y gobernador de Maryland, que se convirtió en coronel honorario de la unidad en 2003.[cita requerida]
La bandera que ondeó en el Fuerte McHenry, la Bandera de estrellas de los Estados Unidos, se ha deteriorado a una condición extremadamente frágil. Después de someterse a restauración en el Museo Nacional de Historia de los Estados Unidos, ahora se exhibe allí en una exhibición especial que le permite estar en un ángulo leve con poca luz.

En la actualidad, el Código de los Estados Unidos autoriza el cierre de Fort McHenry al público en caso de una emergencia nacional para el uso militar por la duración de dicha emergencia.

En 2013, el Monumento Nacional Fort McHenry y el Santuario Histórico fueron honrados con su propia moneda bajo el Programa America the Beautiful Quarters.
Del 10 al 16 de septiembre de 2014, Fort McHenry celebró el bicentenario de la escritura del Star Spangled Banner llamado Star Spangled Spectacular. El evento incluyó un desfile de barcos altos, un gran espectáculo de fuegos artificiales, y los Blue Angels de la Marina.

A partir de 2015, los esfuerzos de restauración comenzaron a preservar el ladrillo original utilizado en la construcción de la fortaleza, principalmente a través de reemplazo de mortero.

## Galería

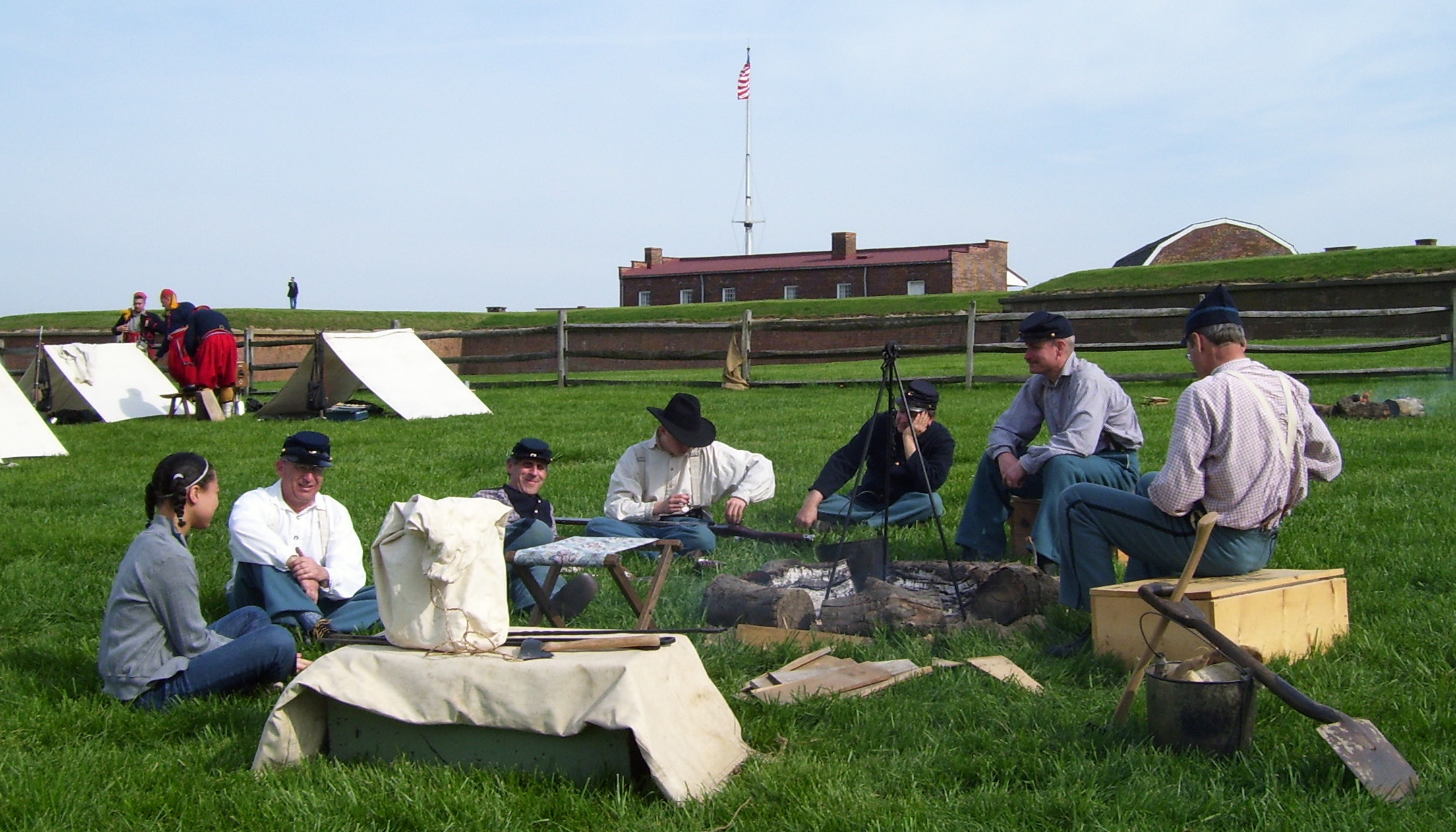
Recreación histórica en el Fuerte McHenry de la Guerra Civil Estadounidense
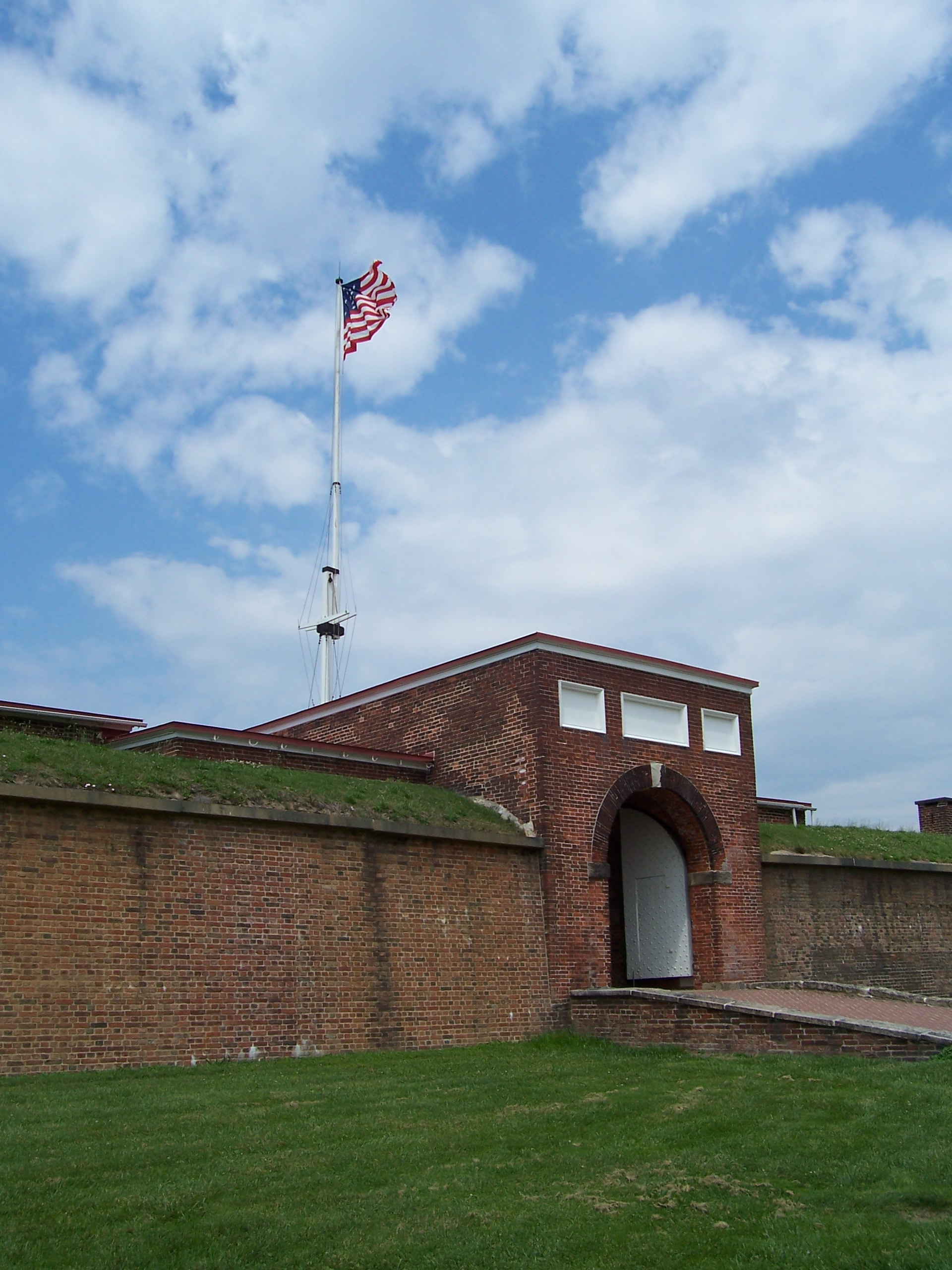
Entrada principal a Fort McHenry.
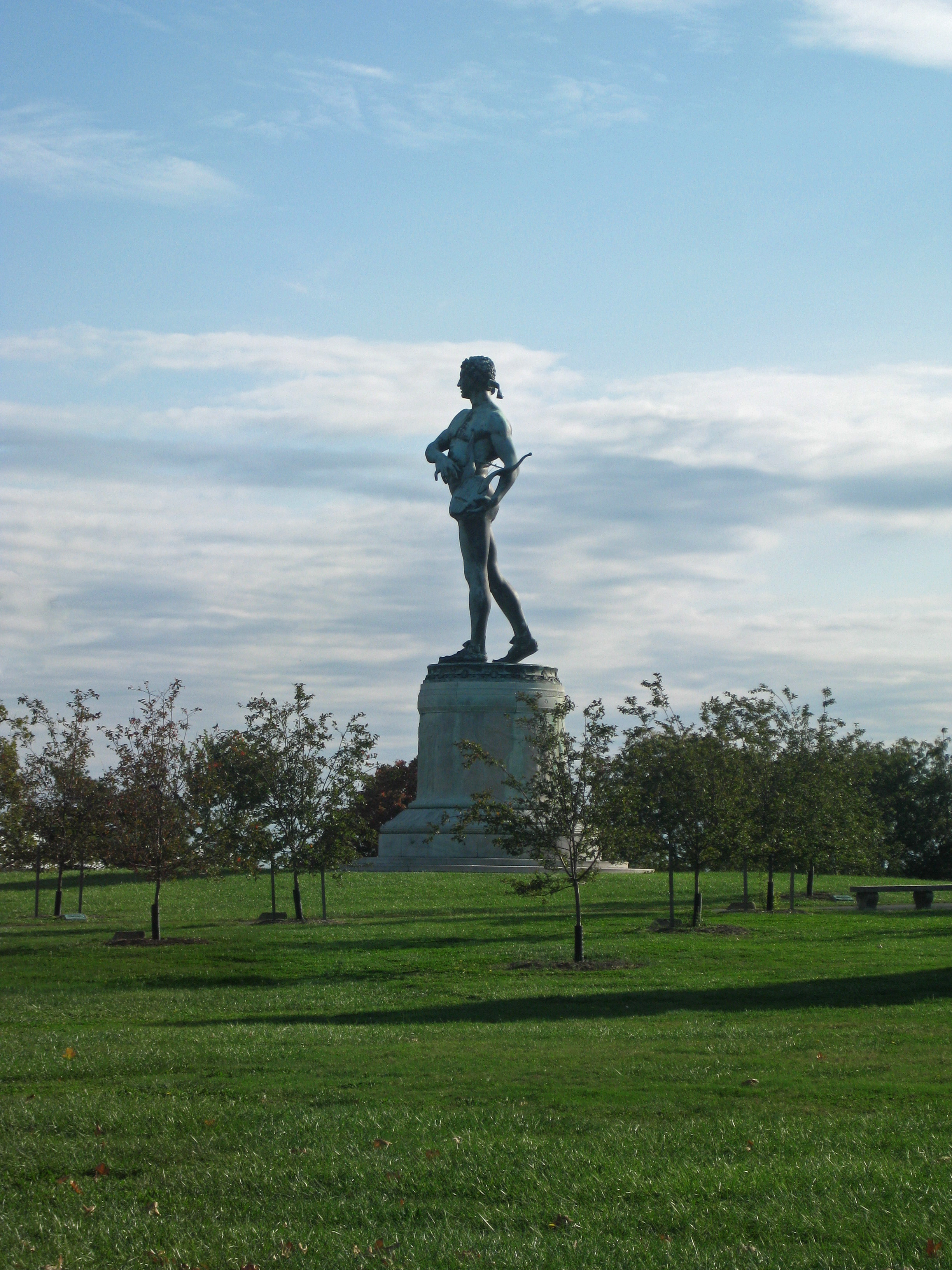
Un monumento a Orfeo cercano al fuerte está dedicado a los soldados del fuerte y a Francis Scott Key
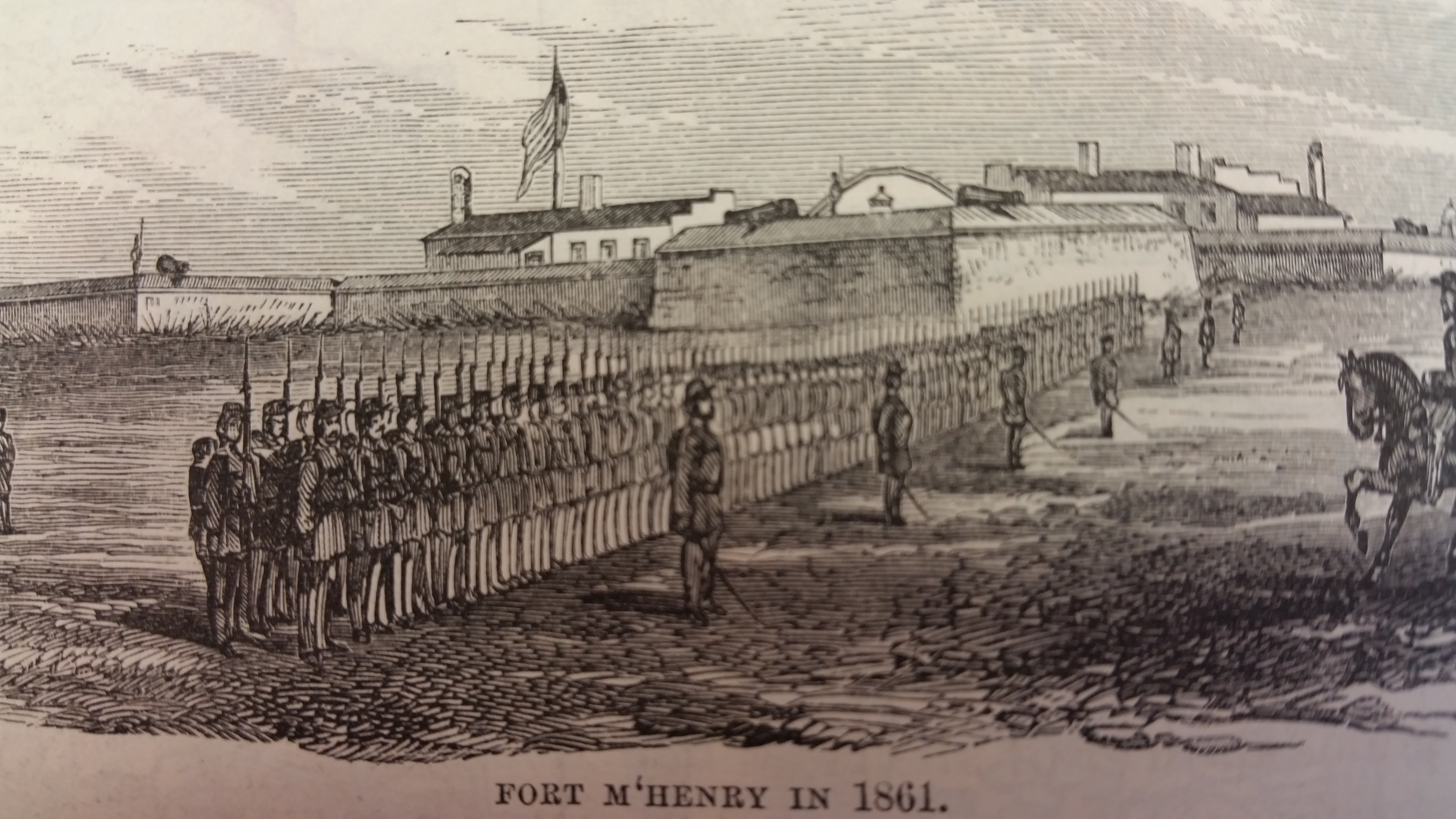
Fuerte McHenry
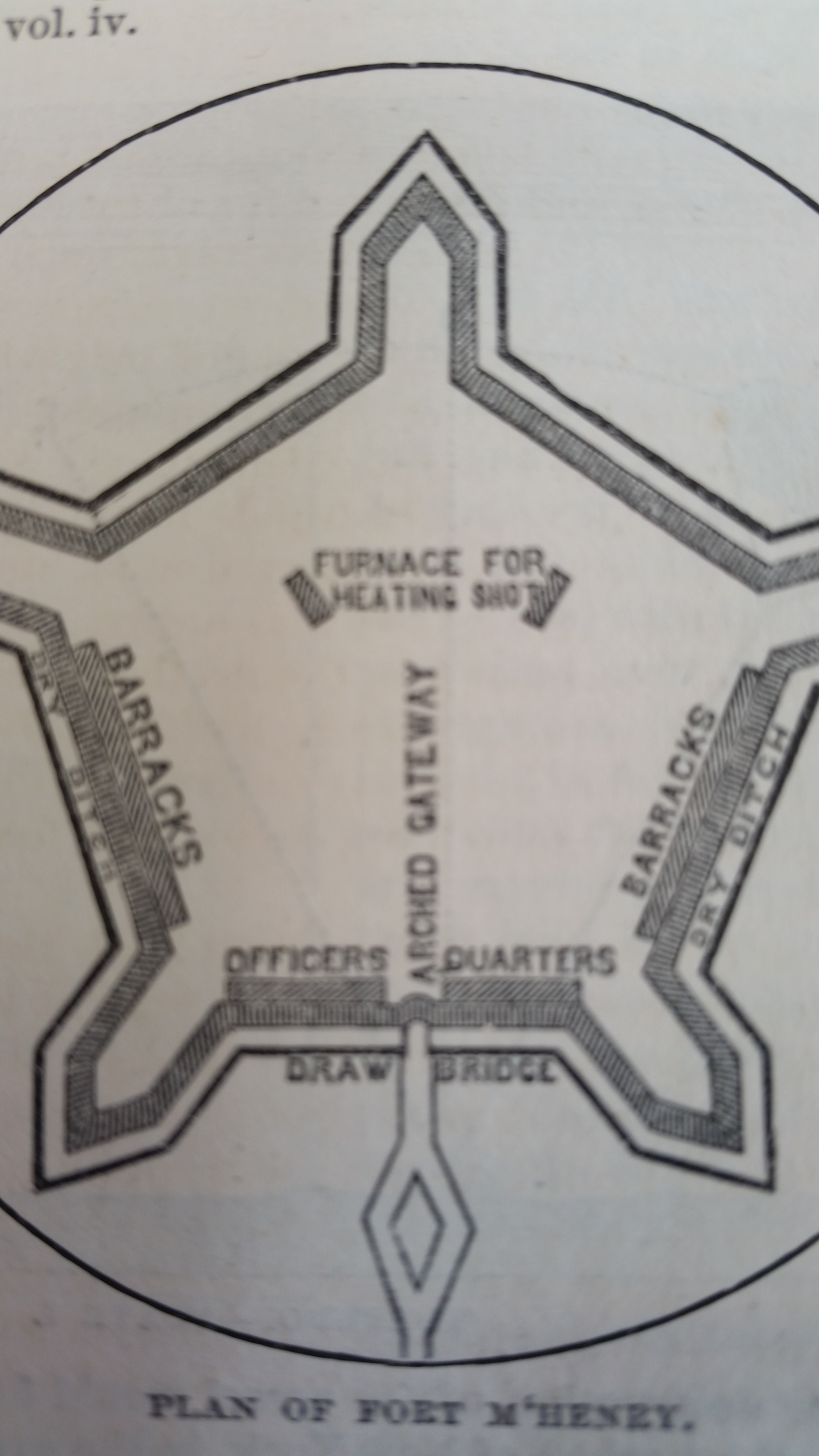
Mapa del Fuerte McHenry